# 63式107毫米火箭炮

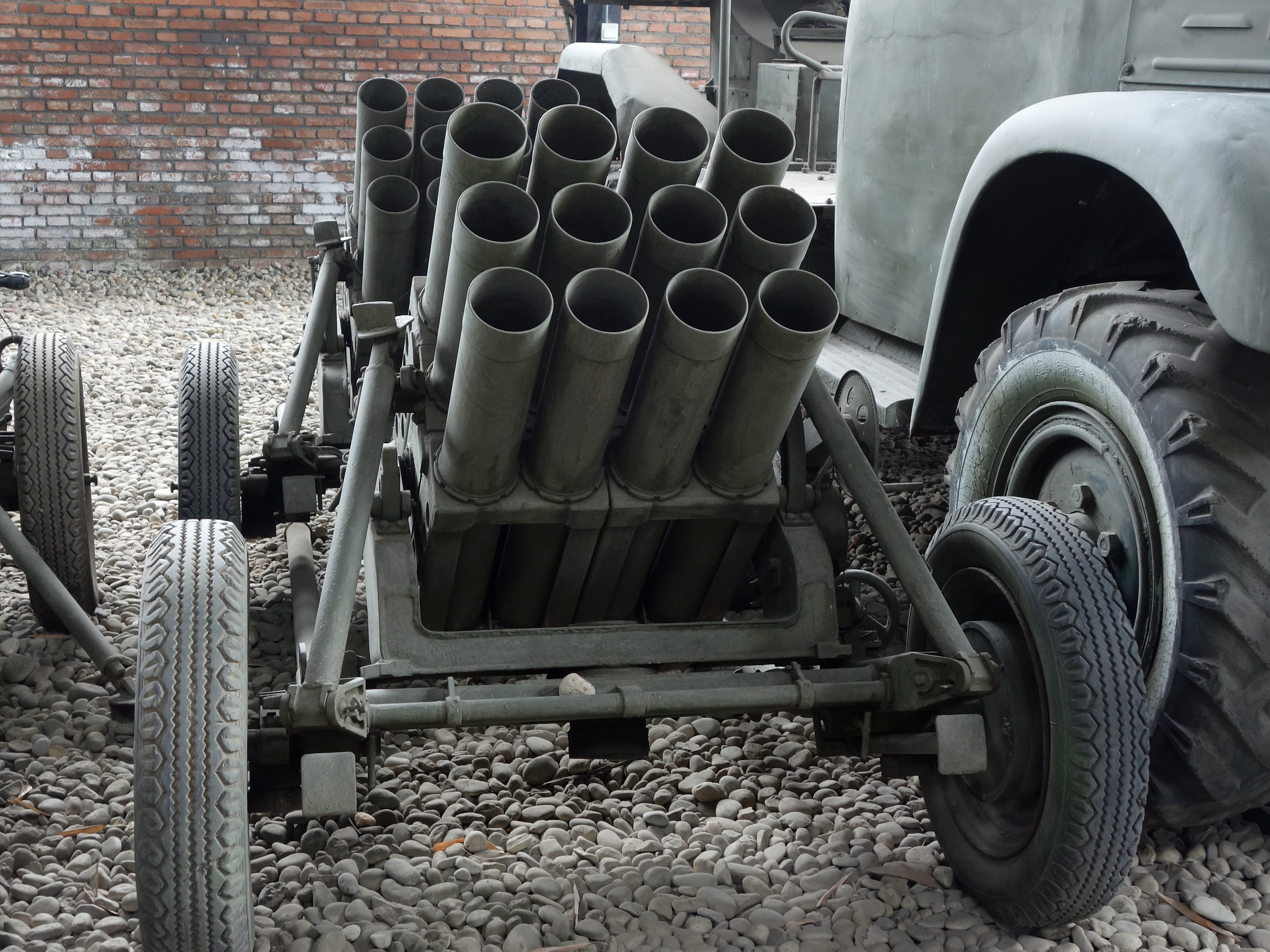
63式107毫米多管火箭炮

63式107毫米輪式火箭炮是中國人民解放軍装备的一款牵引式轻型多管火箭炮，主用于取代二战以来的团级的中、重型迫击炮。

## 历史
1958年中華人民共和國第五机械工业部第847厂开始研制。杨荫桐任火箭弹总设计师。为便于步兵携行，要求分解部件在尺寸上具备如下特点：上不过颈（便于抬头），下不过臀（便于跨步），宽不过肩（便于通过），重心贴身（防止扭腰）；重量不超过30公斤；火箭弹重量小于20kg；火箭弹又要满足技战术指标：射程大于8km，战斗部重量大于8kg。
63式于1963年设计定型，在冷戰時代除解放軍自用，也大量輸出提供給友好勢力；在1960-1980年代大量输出到越南和阿富汗。輸出國家也對其輕盈設計與火力投射能力印象深刻，許多國家自行仿製並在不同載具上配備了衍生型。
冷戰時期西方國家情報單位分析這型武器時，把它命名為BM-12火箭，因為當時他國無法確實掌握蘇聯軍援項目，誤認為該型武器與蘇聯技術轉移有直接關係。後來西方陸續在各地繳獲、採購到63式後，才確定這武裝與蘇聯軍備沒有直接血緣關係。

## 设计
发火装置以电池为电源。使用杀伤半径12.5米的杀伤爆破榴弹，涡轮旋转稳定，火箭弹的尾部有6个火箭喷口，每个喷口与火箭弹的中心线都偏转一个小角度。火箭弹重18.8kg，战斗部重8.33kg，最大射程8.5km。可以单枚火箭弹由步兵直接实施简易发射，使用卡尺式瞄准具目视直瞄射击距离4km。
该炮有12个发射管，在7－9秒内可完成一个齐放。该炮结构简单，生产工艺要求不高，普通机械厂均可生产。含火箭彈時炮身全重为613公斤。
为了进一步扩大简易射击的适用范围，还研制了85式单管/双管火箭炮，采用轻型定向管和便携式三脚架，全系统重量23kg。配合简易瞄具，能够在火箭弹的全射程范围内实现精确射击。
对于轻装高机动部队，如空降兵、山地步兵，还研制了安装在多种高机动底盘的该型火箭炮。

## 使用
在中國人民解放軍編制中，63式主要屬團級支援武器，每個步兵團配有6具63式；有些步兵師會增配18具強化近距離支援火力。
越南战争中，越共武装广泛使用了107毫米火箭炮或单发火箭弹作战。1972年8月1日凌晨1时，越共174特工营用4门单管、2门12管107毫米火箭炮袭击了美空军的边和军用机场。
1980年代的阿富汗战争中，因為美國牽線採購，阿富汗游擊隊得到援助大量配備了107毫米火箭炮。